# Abucay
Abucay is een gemeente in de Filipijnse provincie Bataan op het eiland Luzon. Bij de laatste census in 2007 had de gemeente bijna 39 duizend inwoners.

## Geografie

### Bestuurlijke indeling
Abucay is onderverdeeld in de volgende 9 barangays:
- Bangkal
- Calaylayan
- Capitangan
- Gabon
- Laon
- Mabatang
- Omboy
- Salian
- Wawa

## Demografie
Abucay had bij de census van 2007 een inwoneraantal van 38.554 mensen. Dit zijn 6.753 mensen (21,2%) meer dan bij de vorige census van 2000. De gemiddelde jaarlijkse groei komt daarmee uit op 2,69%, hetgeen hoger is dan het landelijk jaarlijks gemiddelde over deze periode (2,04%). Vergeleken met de census van 1995 is het aantal mensen met 9.284 (31,7%) toegenomen.

De bevolkingsdichtheid van Abucay was ten tijde van de laatste census, met 38.554 inwoners op 79,72 km², 367,2 mensen per km².